# Касіянів день
Касіянів день — день преподобного Касіяна. У Православній церкві припадає на 29 лютого (в невисокосні роки вшановується 28 лютого). Українська греко-католицька церква теж вшановує преподобного Касіяна 29 лютого, але тільки у високосні роки. У Римо-Католицькій церкві натомість припадає на 23 липня.

## Суворий святий
У народних приповідках і легендах Київщини та Лівобережжя цей святий виглядає похмурим і злим чоловіком.
- «Чому ти Касіяном дивишся!» — кажуть дітям, що дивляться на людей з-під лоба.
- «Касіян оком накинув — не буде з цього народженого добра!» — цей вираз найчастіше застосовується до телят, лошат та інших свійських тварин; але інколи він стосується і до дітей, що народилися в Касіянів день.
- «Гей, верни, Касян[4], круто!» — кажуть тому чоловікові, що намагається зробити комусь кривду, але при цьому виявляє свою безсилість.

За народними віруваннями, у Касіянів день не можна відходити до сходу сонця з дому, оскільки якщо Касіян подивиться, то людина може захворіти й навіть померти.
Ті, хто народились цього дня, вважаються не дуже щасливими, проте їх можна зрозуміти: святкувати день народження раз на чотири роки — не багатьом так «щастить».

### «Довгі ока та брови»
Сердитий Касіян часто зображується у фольклорних творах із довгими віями та бровами злими очима, що несуть загибель білому світу. Так, в одній із легенд, записаній на Сумщині, преподобний Касіян нагадує казкову особу «з довгими віями аж до землі».
|  | ... У Касіяна такі довгі брови і вії, що він нічого не бачить. Один раз на чотири роки Касіян підіймає свої вії і видиться понурими очима. Лихо тому, на кого він гляне: гляне на людей — мруть люди, гляне на тварин — дохнуть тварини, гляне на поля — все сохне... |

|  | У Касіяна брови довгі — нижче колін. В Касіянів день не можна до схід-сонця виходити з хати, щоб він не глянув, бо як гляне — помреш! — А як треба до худоби вийти: напоїти чи їсти дати. Як тоді? — На Касіяна до схід-сонця і пес з буди не вилізе, а не те, щоб чоловік з хати виходив. Касіян сердитий, не милує! — А чого ж він такий сердитий? — Він, бач, сердиться на людей, що його день не празникують, не шанують. Я від людей чув таку казку: «З'явився Касіян перед Богом у капелюсі, в рукавицях, з прутиком в руках — геть чисто, як наш панич, бувало, ходить. Прийшов він до Бога і почав жалітися на людей, мовляв, святого Миколу шанують, почитають, на його ім'я церкви будують, а мене й не згадують... — Е, діду, ви таке говорите! Тож Касіян преподобний, він же святий, він з чортами боровся. Від Ликери Походенчихи, що в чорницях була, я чув таку казку. |

### Покаратель чорта
«Казка», або легенда, що виправдовує Касіяна, виглядає так. Преподобний цілих три роки сидить над чортом і б'є його по голові молотом. Б'є його на те, щоб «відвернути увагу» чорта, не дати нечистому часу обдумати свої пляни на людську згубу. Б'є чорта Касіян день-у-день — не дає йому отямитися. Цю роботу Преподобний лишає тільки в день своїх іменин — один раз на чотири роки, тоді він іде до церкви та молиться Богові, щоб Бог дав йому більше сили в боротьбі з нечистим. З церкви Касіян повертається тоді, коли вже починає світати — цілу ніч молиться. А як з церкви прийде, то знову береться за своє діло: молота в руки та — чорта по голові!
А поки Касьян молиться, чорти мають дещицю дозвілля. Вони вилазять із безодні на поверхню землі, і все, на що чорт подивиться, гине. Подивиться на худобу — здихає, подивиться на людей — мруть люди, подивиться на поля — все сохне, все гине від очей нечистого. Ось чому на Касіянів день не можна з хати виходити саме тоді, як розвидняється… Саме тому не можна цього дня виходити з дому до сходу сонця: не від погляду Касіяна гине все живе, а від витівок розлючених чортів, які надолужують усі капості, яким не давав здійснитися протягом цілих чотирьох років преподобний Касіян.
Отже, не всі народні легенди зображують преподобного Касіяна таким страшним. Існують доволі різні погляди на цього святого, що відбилися у народній творчості.

## Паралелі в інших культах
Дослідники проводять паралелі між грізним Касіяном, гоголівським Вієм, кельтським Балором, іранським богом вітру і смерті Ваю (з якого виводять ім'я осетинського міфологічного персонажа Вайюгу) та ведичним Охоронцем Справедливості — верховним богом Варуною. Такі паралелі, зокрема, дозволяють зробити висновок про наявність в українській фольклорній традиції реліктних міфологічних характеристик персонажів, функціонально пов'язаних з архаїчними індоєвропейськими уявленнями про нероздільну пару божеств з амбівалентними, тобто одночасно благими та грізними якостями, що втілились в образах, зокрема, святих Миколи та Касьяна. Ну думку доц. Андрія Поцілуйка, перший уособлює «мітраїчні» риси та відповідні функції, другий нагадує міфічну особистість «страшного володаря», архетипом якого, ймовірно, був Варуна.

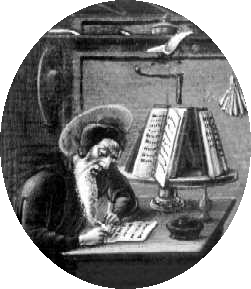
Преподобний Іван Касіян.
Репродукція картини XV століття